# Национальный ковенант
Национа́льный Ковена́нт (англ. National Covenant) — манифест шотландского национального движения в защиту пресвитерианства, изданный в 1638 году и ставший основой для сплочения шотландцев в их борьбе против абсолютистской политики короля Карла I. Движение ковенантеров, сторонников Ковенанта, сыграло важную роль в истории Шотландии, а также Англии и Ирландии в XVII веке. Национальный Ковенант является также одним из краеугольных камней современного пресвитерианства.

## История идеи ковенанта в Шотландии
Название «ковенант» происходит от англо-шотландского covenant и означает торжественную клятву, договор, завет. Под этим термином основатели протестантской церкви в Шотландии (Джон Нокс, Эндрю Мелвилл) понимали комплекс обязательств, которые брали на себя пророки и библейские святые отцы, заключая «завет с Богом». В широком смысле пресвитериане считают ковенантами «Ветхий» и «Новый Заветы» Библии. В более узком понимании ковенанты с Богом заключали Ной (Быт., 8-9), Авраам (Быт., 15), Моисей (Исх., 19-24) и Давид (2 Цар., 7).
Идеологи пресвитерианства выдвинули идею необходимости нового договора с Богом, который бы послужил живительной силой протестантского движения и обозначил бы разрыв с католической церковной традицией, ложной по мнению шотландских реформаторов. Эта идея была подкреплена тезисом об «избранности» шотландского народа, единственного в мире принявшего «истинную» веру. По выражению Нокса, «во всех других церквях есть следы Антихриста … и только в нашей церкви их нет вообще». Было провозглашено, что шотландцы являются таким же избранным народом современности, как евреи в древности.
Первым шотландским ковенантом стал заключенный в декабре 1557 года договор нескольких шотландских аристократов (Аргайл, Лорн, Мортон и другие), которым они обязались совместно бороться за утверждение в Шотландии протестантства. Этот договор вошёл в историю как «Первый союз» (англ. First Band) и стал ядром сплочения шотландских протестантов. В результате протестантской революции 1559—1560 годов Реформация в Шотландии одержала победу и государственной религией было провозглашено протестантство.
Вторым историческим ковенантом считается «Негативное исповедание», утверждённое в 1581 королём Яковом VI в условиях массового недовольства про-католическими мероприятиями правительства герцога Леннокса. В этом документе были заложены основы пресвитерианской доктрины путём отрицания католических догматов и обрядов. Яков VI организовал подписание Негативного исповедания представителями всех сословий шотландского общества и неоднократно подтверждал его действие. Негативное исповедание послужило основой для утверждения в Шотландии пресвитерианства.

## Национальный ковенант 1638 года

### Принятие
Важнейшим в истории Шотландии является «Национальный ковенант» (1638). Недовольство шотландского общества абсолютистской политикой короля Карла I и его нововведениями в пресвитерианское богослужение, сближавшими пресвитерианство с англиканством (подробнее см. Политика Карла I в Шотландии), вылилось в 1637 году в восстание против короля. 28 февраля 1638 в Церкви францисканцев в Эдинбурге лидеры шотландской аристократии и дворянства поставили свои подписи под Национальным ковенантом. 1 марта Ковенант подписали представители шотландского духовенства и горожан. Вскоре во всех городах и сельских приходах страны были созваны собрания, на которых жители принимали Ковенант и клялись в верности его идеям.

### Авторы
Авторами Национального Ковенанта были известный шотландский богослов Александр Хендерсон и юрист Арчибальд Джонстон. Окончательную правку в текст манифеста внесли лидеры шотландской дворянской оппозиции: лорды Балмерино и Лаудон, граф Роутс.

### Содержание
Ковенант начинался с повторения текста «Негативного исповедания» короля Якова VI и перечисления законов, принятых парламентом Шотландии против католических догматов и обрядов. В церковной сфере Ковенант суммировал пресвитерианскую религиозную доктрину и чётко обозначал те элементы католичества, которые осуждались пресвитерианством как ложные. Кроме того заявлялось, что все нововведения в шотландской церкви, утверждённые королём после 1580 года являются незаконными и несоответствующими истинной вере. Это касалось прежде всего новых канонов и новой литургии, введенных Карлом I в 1636—1637 годах по образцу англиканской церкви.
В конституционной сфере Ковенант утверждал супрематию парламента и тезис, что только парламент может издавать и изменять законы. Это положение не было ранее известно в шотландском конституционном праве и, по-видимому, отражает английское влияние. Король обвинялся в нарушении этого принципа и своей коронационной присяги. В Ковенанте заявлялось о необходимости соблюдения монархом прав и свобод шотландского народа и принципа неприкосновенности частной собственности. Повторяя английскую правовую норму, Ковенант утверждал, что ни один подданный короля не может быть лишен своего имущества, иначе как по приговору парламента.
Утверждение верховной власти парламента не позволило авторам Ковенанта осудить ряд церковных инноваций, которые прошли парламентскую процедуру: «Пять пертских статей» и реставрацию епископата. В этом отношении Ковенант оставался на позициях умеренного пресвитерианства, готового признать ограниченную компетенцию епископов. Однако расплывчатость формулировок Ковенанта и дальнейшее развитие ковенантского движения позволили шотландским радикалам начать атаку на епископат и ликвидировать этот церковный институт в 1639 году.
Отличительной чертой Национального ковената стал его призыв к шотландскому народу встать на защиту истинной веры и объединиться в борьбе против «всех лиц» (возможно, и короля), покушающихся на пресвитерианскую церковь и права и свободы нации. В то же время Ковенант не призывал к свержению королевской власти, а наоборот выражал почтение традиционным прерогативам короля. Эта двойственность в дальнейшем привела к расколу шотландского общества на сторонников и противников короля Карла I и гражданской войне в Шотландии (1644—1647).

### Значение
Национальный ковенант стал одним из важнейших документов шотландской истории. Вокруг него объединилась практически вся шотландская нация, что способствовало быстрой победе восстания и практически бескровному утверждению идеалов Ковенанта к 1640 году (подробнее см. Епископские войны). Ковенант заложил основы шотландского конституционализма и обеспечил гарантии против королевского авторитаризма. Более того, сам принцип ковенанта как договора и завета между шотландским народом и господом Богом привел к росту самосознания шотландцев и обеспечил сохранение их национальной идентичности.

## Развитие ковенантского движения
Полная статья: Ковенантеры.
Объединившись вокруг Национального ковенанта, шотландцы добились победы в борьбе против короля Карла I и в 1640 Ковенант был официально утвержден законом шотландского парламента. В это же время в Англии, во многом под влиянием событий в Шотландии, началась Английская революция. В 1643 шотландцы вмешались в гражданские войны в Англии на стороне английского парламента и во многом способствовали поражению короля Карла I. В целях оформления англо-шотландского союза и для внедрения в Англии пресвитерианской веры в 1643 представителями обоих британских государств была подписана «Торжественная лига и Ковенант», документ, представлявший собой развитие идей Национального ковенанта 1638 года.
В самой Шотландии в 1644 развернулась гражданская война между ковенантерами и роялистами. Несмотря на победу к 1646 году ковенантеров положение осложнилось событиями в Англии: король Карл I был казнен (1649). Шотландцы, верные династии Стюартов, признали новым королём его сына Карла II, утвердившего в Бредском договоре (1650) Национальный ковенант. Но в 1651—1652 Шотландия была завоевана войсками Оливера Кромвеля и присоединена к Англии.
После Реставрации Стюартов (1660) король Карл II объявил Ковенант незаконным и изгнал его сторонников из государственной администрации. Преследования ковенантеров особенно усилились при Якове VII. Репрессии против сторонников Ковенанта прекратились после Славной революции (1688), хотя новое правительство воздержалось от его подтверждения.